# Erotik
Erotik bruges om den sanselige del af kærligheden – men også om den lidenskabelige, åndeligt stimulerende del af kønslivet. Erotik er altså det seksuelle brændpunkt, hvor begær bliver til kærlighed, og kærlighed til begær. Erotik er også den del af kunsten og kulturen, der skildrer og stimulerer vores seksualitet. At noget er "erotisk" vil sige, at det opleves som seksuelt ophidsende, eksempelvis i forbindelse med forspillet til sex, bl.a. kærtegn, tiltale og skjulte opfordringer, herunder flirt (bevidst eller ubevidst). Ordet 'erotik' kommer fra den græske kærlighedsgud Eros, som svarer til den romerske Amor. Eros var ansvarlig for begær, kærlighed og sex.

## Erotik versus pornografi
Ofte skelnes der mellem "erotisk" og "pornografisk", men det er aldrig lykkedes at opnå enighed om en klar definition af forskellen på de to begreber.
I feministisk sprogbrug og i dameblade skelnes der eksempelvis mellem "erotiske film" og "pornofilm", idet man med "erotiske film" mener film, der pirrer seerens fantasi ved at antyde, mens man med "pornofilm" mener film, der viser detaljerne i den seksuelle akt. Denne skelnen er dog problematisk, idet der findes en særlig type af pornografiske film, hvor man ikke ser detaljerne, såkaldt softcore, der alligevel klassificeres som pornografi; og omvendt klassificeres hardcore porno ofte under betegnelsen "erotik" (fx hedder et af Europas største pornodistributionsfirmaer Erotic Media, og instruktøren Andrew Blakes elegante hardcore-film beskrives ofte som softcore porno [kilde mangler].
Brug af begrebet "erotisk" som kontrast til "pornografisk" kan udtrykke en moralsk holdning eller en kvalitativ/æstetisk vurdering af det enkelte værk. Fx kan man mene, at langt de fleste reklamer benytter erotik uden at være pornografiske, men fra feministisk side opfattes selv undertøjsreklamer som mere eller mindre pornografiske.
Begrebet "pornografi" fik sin moderne betydning i starten af 1800-tallet, hvor man systematisk begyndte at forbyde erotisk litteratur etc. Den forbudte del af kunsten blev klassificeret som "pornografi".

## Erotik messer
På en erotikmesse kan man finde alt fra laktøj, dildoer og pornofilm til orgasmekurser, swingerklubber og stripshows.